# Pressage à chaud

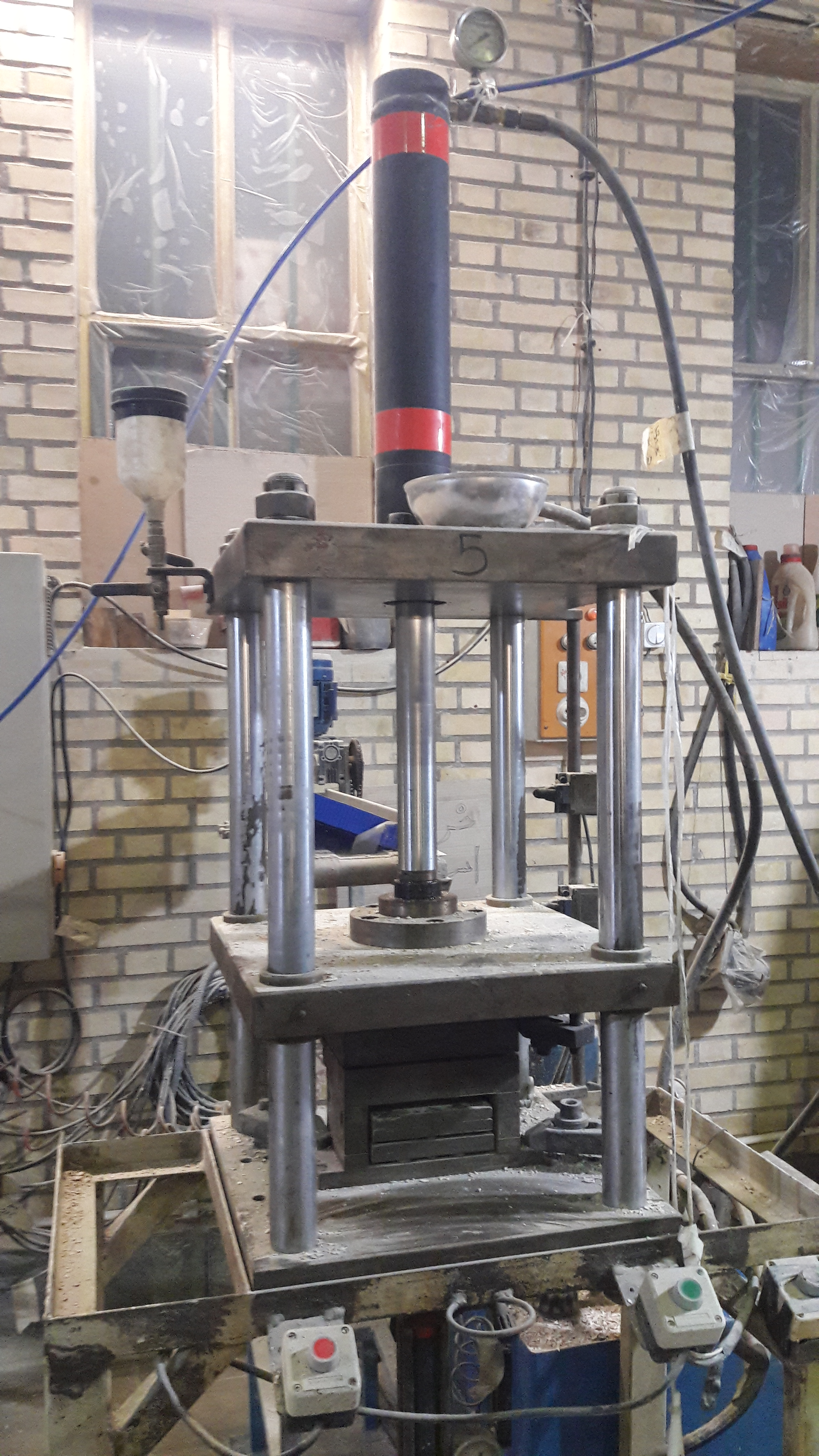
Pressage

Les techniques de pressage à chaud, ou hot pressing en anglais, recouvrent un ensemble de procédés faisant intervenir à la fois une température et une pression élevées, généralement sur des poudres métalliques, de céramiques, voire de polymères, pour induire des phénomènes de frittage et de fluage entre les grains, afin de compacter le matériau et de lui faire atteindre la densité théorique du matériau massif. On a recours à cette technique le plus souvent pour mettre en forme des pièces en matériaux durs et fragiles. La poudre précompactée est généralement placée dans un moule en graphite, en alumine ou en d'autres matériaux réfractaires, permettant le chauffage par induction dans le moule, par résistance chauffante extérieure, voir directement par effet Joule dans la poudre à chauffer en la faisant traverser par un courant électrique (frittage flash). Les températures atteintes peuvent dépasser 2 000 °C et les pressions appliquées dépasser 400 MPa (pressage isostatique à chaud).

## Chauffage indirect par résistances à l'extérieur du moule
Dans ce procédé, le moule est placé dans un four chauffé par des éléments en graphite, ce qui permet de chauffer le moule par convection, d'où le qualificatif de chauffage indirect. L'intérêt du procédé est de pouvoir atteindre des températures élevées, indépendamment de la conductivité électrique et de la conductivité thermique du moule, et indépendamment de la pression appliquée. Son principal inconvénient est la durée totale de l'opération, les transferts de chaleur lors du chauffage et du refroidissement étant relativement lents.  Ceci peut avoir des effets délétères sur les propriétés mécaniques des matériaux obtenus, dans la mesure où un chauffage prolongé à haute température tend à accroître la taille des grains du matériau obtenu, ce qui affecte sa dureté et sa ténacité.

## Chauffage par induction dans le moule
Dans ce procédé, la chaleur est produite dans le moule sous l'effet d'un champ électromagnétique haute fréquence généré par une bobine d'induction entourant le moule et branchée sur un générateur électrique. Le moule est en graphite ou en acier et la pression est appliquée par un ou deux cylindres sur les poinçons. L'intérêt de ce dispositif est de rendre le chauffage et la pression indépendants l'un de l'autre. Il est possible de traiter des poudres ayant une phase liquide et d'appliquer des pressions faibles si nécessaire. L'inconvénient principal est de reposer sur un bon couplage de l'induction et une bonne conductivité thermique du moule, qui doit de surcroît être parfaitement aligné avec la bobine afin d'assurer un chauffage uniforme sur sa surface.
Le champ magnétique ne peut pénétrer dans le moule qu'au niveau des 0,5 à 3 mm les plus externes, de sorte que la chaleur générée par induction doit être diffusée dans l'ensemble du moule par conductivité thermique. Cela limite la vitesse chauffage de l'ensemble car un chauffage trop rapide introduit un gradient de température trop élevé dans le moule, qui risque alors de se briser sous la contrainte.

## Chauffage direct du matériau à l'intérieur du moule
Le frittage flash consiste à chauffer la poudre elle-même en la faisant traverser par un courant électrique continu ou alternatif, pulsé ou non : la poudre précompactée se comporte comme une résistance chauffante, ce qui permet de la chauffer et la refroidir rapidement et donc d'optimiser les propriétés mécaniques du matériau obtenu. Outre la limitation de la croissance des grains en raison de la brièveté du chauffage, le raccourcissement du cycle de production induit des économies d'énergie et augmente les capacités de production.